# ホーム・ライブラリー
『ホーム・ライブラリー』は、1953年2月2日から1959年4月3日までNHK総合で放送されたテレビ番組である。

## 概要
家庭主婦の教養を高め、見て楽しくすぐに役立つことをねらいとした、女性のための教養・趣味・実用の総合番組。女性の仕事、育児、生活科学、美容、料理など、最近では細分化されている分野をひとまとめにする構成を取った。
1957年11月4日から『きょうの料理』が独立番組化した。
終了後、当番組の路線は1959年4月9日から『婦人百科』に引き継がれ、その後1993年4月5日から『おしゃれ工房』に引き継がれた。

## 放送時間
| 期 間      | 期 間      | 放送曜日と放送時間                    |
| ---------- | ---------- | ------------------------------------- |
| 1953年2月  | 1954年3月  | 月曜日 - 土曜日 13:15 - 13:30（15分） |
| 1954年4月  | 1955年3月  | 月曜日 - 金曜日 13:20 - 13:40（20分） |
| 1955年4月  | 1955年6月  | 月曜日 - 金曜日 13:00 - 13:20（20分） |
| 1955年6月  | 1957年11月 | 月曜日 - 金曜日 12:35 - 13:00（25分） |
| 1957年11月 | 1959年4月  | 月曜日 - 金曜日 12:35 - 12:50（15分） |

## 関連番組
- きょうの料理
- 婦人百科
- おしゃれ工房